# Bajo Guadalquivir (comarca)
Las Marismas del Bajo Guadalquivir constituyen una comarca española situada en la provincia de Sevilla, en la comunidad autónoma de Andalucía. Forma parte de las Marismas del Guadalquivir, concretamente de las marismas de la margen izquierda.

## Límites
Limita al oeste y norte con la Comarca Metropolitana de Sevilla, al este con la Campiña de Morón y Marchena y al sur con la provincia de Cádiz.

## Historia
La zona estuvo habitada desde la antigüedad, encontrándose varios yacimientos en la zona: Haza de la torre, Santa Lucía II–Arroyo de la Molineta I, Paso 625, Canal de Guadalcacín I y Canal de Guadalcacín II.
Tuvo un momento álgido en su desarrollo tras el descubrimiento de América.
Desde finales del siglo XIX, y especialmente a lo largo del siglo XX, la comarca asiste a un proceso de desnaturalización de las marismas, que progresivamente se van desecando y roturando. Esto originó el típico paisaje de la comarca, compuesto principalmente por arrozales, otros regadíos intensivos (algodón, maíz, girasol), canales, colectores, y poblados de colonización. Estos poblados de colonización se crearon durante el Franquismo, y se disponen a lo largo de la inmensa marisma, muy alejados y aislados entre sí. Estos poblados son Marisma y Puntales de Adriano, en Dos Hermanas; Los Chapatales, Maribáñez y El Trobal, en Los Palacios y Villafranca; Pinzón, Trajano, El Torbiscal y Guadalema de los Quintero, en Utrera; Vetaherrado, Sacramento, Marismillas, San Leandro y Poblado de Cotemsa, en Las Cabezas de San Juan; y La Señuela, en Lebrija. 
Ante este avance, la vegetación natural ha quedado relegada a algunos espacios no cultivables como los antiguos caños de la marisma, el Paraje Natural Brazo del Este del Guadalquivir, las riberas del Guadalquivir, algunos lagunas (como El Pantano de Los Palacios), y algunas parcelas del extremo suroccidental del término de Lebrija, entre el Caño de los Yesos y el Caño de Jerez, donde la salinidad es ya tan alta que no permite cultivos rentables, dejando paso a la natural vegetación halófila marismeña.

## Municipios
La comarca está formada por los municipios de El Coronil, El Cuervo de Sevilla, Las Cabezas de San Juan, Lebrija, Los Molares, El Palmar de Troya, Los Palacios y Villafranca y Utrera.
| Escudo | Municipio                  | Superficie (km2) | Población (2024) | Densidad (hab./km2) |
| ------ | -------------------------- | ---------------- | ---------------- | ------------------- |
|        | El Coronil                 | 91,69            | 4 697            | 51,23               |
|        | El Cuervo de Sevilla       | 30,47            | 8 716            | 286,05              |
|        | Las Cabezas de San Juan    | 229,90           | 16 410           | 71,38               |
|        | Lebrija                    | 375,58           | 27 745           | 73,87               |
|        | Los Molares                | 42,78            | 3 636            | 84,99               |
|        | Los Palacios y Villafranca | 109,56           | 38 757           | 353,75              |
|        | El Palmar de Troya         | 33,04            | 2 306            | 69,79               |
|        | Utrera                     | 651,74           | 52 173           | 80,05               |
|        | Total                      | 1 564,76         | 154 400          | 98,70               |